# 彭啓明

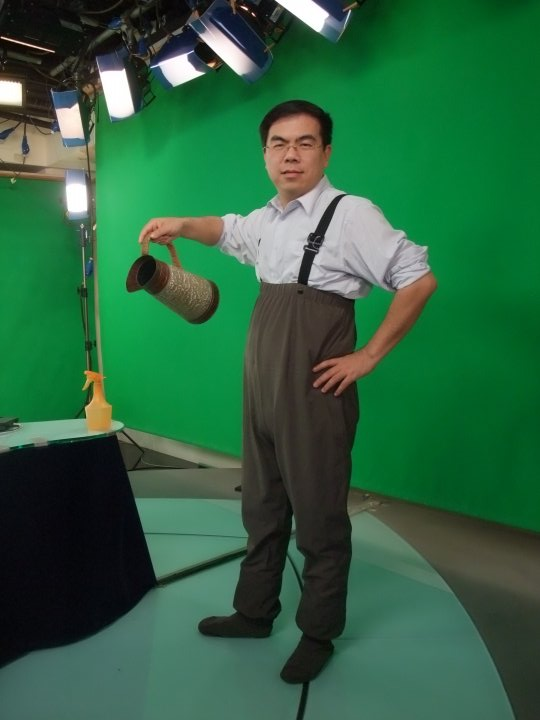
在攝影棚內的彭啓明。

彭啓明（1970年5月27日—），臺灣省桃園縣觀音鄉（今桃園市觀音區）人，原籍苗栗，台灣氣象學家、政務官員，現任環境部部長、總統府國家氣候變遷對策委員會執行秘書。國立中央大學大氣科學博士、中信金融管理學院教授兼AI論壇召集人，曾任天氣風險管理開發公司總經理、國立中央大學兼任教授等。

## 經歷

### 早年
畢業於明禮國小、台北介壽國中、成功中學畢業，從大學到博士都就讀國立中央大學大氣科學系（1992年學士、1994年碩士、1999年博士）。畢業後曾在國立中央大學擔任博士後研究員和清雲科技大學任教。在國立中央大學時曾擔任系學會會長，大三時學生活動中心總幹事難產，彭啓明發現學生與學校或是他校之間的交流少了一個管道，於是與各系代表進行討論，推動學生臨時議會。彭啓明向當時的校長劉兆漢提議後，於是學生議會成型（今中央大學學生會）。1999年，彭啓明於博士班畢業後，繼續從事博士後研究至2005年。

### 入業界
彭啓明在創投公司創業比賽獲獎並投資和其博士班指導教授林能暉的幫助下，於2003年成立台灣第一家民間氣象公司「天氣風險管理開發公司」並任總經理。他和天氣風險管理開發公司於2004年取得《氣象法》修訂後台灣第一張個人及公司氣象預報證照。他也擔任國立中央大學和中國文化大學兼任教授、大愛新聞氣象主播、中廣新聞網節目《氣象達人》主持人、中華民國環境保護學會秘書長、臺灣環境資訊協會顧問、國立中央大學校友總會副理事長及行政院政務顧問等多項職務。2011年底獲得行政院環境保護署環境教育人員認證及國立中央大學傑出校友。
彭啓明在中廣新聞網主持《氣象達人》時，被當時大愛電視新聞部經理葉樹姍賞識招聘。大愛新聞的氣象播報職務是彭啓明第一次接觸電視媒體，並逐漸累積經驗。
彭啓明是台灣推動天氣保險的第一人，曾擔任中央產物保險天氣顧問。中央產物保險在2004年經中華民國財政部通過，發行台灣第一張降雨天氣保單。當時宜蘭的賞鯨業者及旅館業者，結合保單投保降雨天氣險。隨後富邦產物保險推出天氣保險，有雨量、風速及溫度等指標；他亦擔任富邦產物保險天氣顧問。彭創立的天氣風險管理開發公司為台灣第一家成功的氣象預報民間預報公司，由專業人員組成分析師團隊，2012年亦網羅中央氣象局氣象預報中心長期預報課課長賈新興及前海軍大氣海洋局局長陳文定擔任總監。
彭啓明致力推動台灣的防災產業，主張必須以日本的自助、公助及互助為防災架構，發展氣象產業，而非僅要求政府部門承擔災害問題，並且在國際會議發表相關討論。2012年初，他與洪震宇、李咸陽合著出版《樂活國民曆》一書，在兩岸三地獲得回響。同年，彭啓明應深圳衛視之邀主持大型互動性科普節目《氣象萬千》，與對岸首席氣象主播宋英杰、知名影星曹穎、歌手吉杰創造科普節目第一個高收視率的節目。2013年，彭啓明被選為台灣開放資料聯盟(Open Data Alliance)會長，並代表台灣和英國開放資料研究所簽訂合作協議書。2016年，Yahoo TV邀請彭啓明於2016年至2017兩年間主持網路直播節目《彭博士觀風向》，在節目中訪問來賓並直播氣象，在Yahoo TV上的瀏覽量排行於2017年獲得Yahoo TV直播風雲榜第五名，而視天候狀況不時開播的《彭博士氣象即時預報》也獲得第六名。
2017年，彭啓明代表台灣開放資料界，與日本簽訂開放資料合作協議。此外，彭啓明協助好友比利時氣象主播Jill Peeters成立國際級氣象主播 NGO，Climate Without Borders。同年7月，天氣風險與澳洲WeatherRisk 合作，建立台灣全方位閃電監測網，宣布啟動當天，澳洲駐台副代表史翠西到場致意。11月，彭啓明推薦台灣2017代表字「茫」字並獲選，「茫」在52個候選字中成為台灣該年度的代表字。彭啓明推薦的理由是，「全球氣候變遷瀕臨僵局，極端天氣卻持續加大；兩岸關係、台灣未來的發展也是『茫然』。在茫然當中，只有持盈保泰、步步為營，才能面對不確定的變局。12月，彭啓明在聯合國氣候變遷會議 UNFCCC 周邊會議進行演講，彭啓明表示：扭轉氣候變遷是一場全民運動，政府的責任該是創造生態系，建立友善的政策和法規，納入民間力量參與，「政府扛不起的責任，就不要攔在身上。」
同月，他發行著作《天有可測風雲：彭啟明的資料經濟與科學創業之路》。該年度，彭被台灣資訊月籌辦單位以開放資料推動、資料經濟國際合作及氣象公司的卓越成績，獲選為中華民國106年度傑出資訊人才，由時任行政院長賴清德頒獎。
2019年6月，彭啓明以天氣風險公司總經理民間身分參加聯合國世界氣象組織第十八屆大會擔任觀察員，遭無預警撤銷聯合國世界氣象大會觀察員身分資格，蔡英文總統、朱立倫前市長、賴清德前院長皆聲援支持。
2020年，彭啓明協助籌組台灣氣候聯盟，由台達電、台積電、友達、華碩、宏碁、光寶、和碩及微軟等八大台灣科技業者籌組台灣氣候聯盟，由台達電董事長海英俊擔任理事長，彭啓明擔任秘書長。
目前彭啓明亦曾擔任台中市、台南市、新竹市、桃園市等縣市政府的氣候變遷永續委員會的委員，2022年曾擔任臺中市國土計畫審議會委員。

### 從政入閣
2024年4月19日，準行政院院長卓榮泰宣布，彭啓明將出任環境部部長。

## 節目參演與主持
- SS小燕之夜
- 深圳衛視 氣象萬千 主持人 曹穎 吉杰 彭啓明 宋英杰
- 關鍵時刻
- 《愛悅讀》 (彭啓明、洪震宇、李咸陽)
- 《靜思書軒。心靈講座》
- 國民大會
- 民視新聞
- 大愛電視DaAiTV_特別節目_日本地震_日震核災的省思
- 民視異言堂
- 大愛新聞台 氣象主播彭啟明博士訪問中大水文及海洋所教授吳祚任 談海嘯
- 學作有錢人
- 《悅讀浮世繪》
- Dr. Earth 地球醫生 主持人第20集 摩西出埃及記 紅海為何會分開 孔明借東風 草船借箭
- 公視晚間新聞
- 新聞挖挖哇
- 消融的北緯66度
- 兩岸新氣象
- 硫氮危機
- 地球的孩子

## 廣告代言
- 水利署行動水情APP
- 公路總局汛期防災宣導
- 大愛新聞台
- 節能減碳新生活
- LP33機能優酪乳

## 政治站台
- 曾受邀到國民黨中常會演講，據了解是當時主席朱立倫特別邀請彭啓明談「開放政府、開放資料與開放機會」進行專題演講。[28]
- 2018年中華民國地方公職人員選舉選擇替民進黨籍台中市長候選人林佳龍站台，肯定其在空污的努力，也期勉林要為氣候變遷承擔更大責任。 [29]
- 媒體報導彭啓明擔任民進黨2020年總統初選參選人賴清德網路行銷智囊，但隨後由賴陣營發言人正式澄清否認，彭啓明也在臉書說明。 [30][31]

## 執行專案研究
- 2012 翡翠水庫輻射背景調查與遭受核子事故之影響因應 主持人 台北市翡翠水庫管理局
- 2012 規劃低碳生活推動策略及配套措施計畫 主持人 行政院環保署
- 2012 節能減碳氣候調適全民行動計畫 主持人 行政院環保署
- 2011 臺灣發展天氣期貨及選擇權交易之可行性研究 主持人 台灣期貨交易所

## 作品節選

### 專書
- 《樂活國民曆》，彭啓明、洪震宇、李咸陽，遠流出版，ISBN 9789573269137[32]。
- 《樂活國民曆2013日誌手札》，彭啓明、洪震宇、李咸陽，遠流出版，ISBN 9789573270713[33]。
- 《天有可測風雲：彭啟明的資料經濟與科學創業之路》，彭啓明、李翠卿，天下文化出版，ISBN 9789864793372。
- 《天氣100問：最強圖解X超酷實驗 破解一百個不可思議的氣象祕密》 ，天氣風險管理開發公司、賈新興、簡瑋靚，親子天下出版 ，ISBN 9789579095648。

### 期刊論文
- 非傳統安全議題對我國之衝擊評估與因應，中技社專題報告，2013年。http://www.ctci.org.tw/ct.asp?xItem=3836&ctNode=655%5B%5D
- Fu, Y. T., Yen, M. C., Lin, N. H., Bui-Manh, H., Lin, C. C., Yu, J. Y., Peng, C. M., & Dinh, D. T. (2023). Footprints of El Niño La Niña on the evolution of particulate matter over subtropical Island Taiwan. npj Climate and Atmospheric Science, 6(1). https://doi.org/10.1038/s41612-023-00383-6
- H Bui‐Manh, CM Peng, YT Fu, DT Dinh, NH Lin, MC Yen, (2021) The Second Rainy Stage Onset in the Central Highlands of Vietnam. Geophysical Research Letters. https://doi.org/10.1029/2021GL093107
- H.Y. Huang, S.H. Wang, W.X. Huang, N.H. Lin, M.T. Chuang, A. M. Silva, C.M. Peng, (2020) Influence of synoptic-dynamic meteorology on the long-range transport of Indochina biomass burning aerosols, Journal of Geophysical Research: Atmospheres, DOI:10.1029/2019JD031260
- CC Lin, WN Chen, AM Loftus, CY Lin, YT Fu, CM Peng, MC Yen (2017) Influences of the Long-Range Transport of Biomass-Burning Pollutants on Surface Air Quality during 7-SEAS Field Campaigns.  Aerosol and Air Quality Research.
- KH Chi, CCK Chou, CM Peng, MB Chang, CY Lin, CT Li, (2014)  Increase of ambient PCDD/F concentrations in Northern Taiwan during Asian dust storm and winter monsoon episodes. Aerosol Air Qual. Res 14, 1279-1291
- Thuan, N. T., K. H. Chi, S.-H. Wang, M. B. Chang, N.-H. Lin, G.-R. Sheu, and C.-M. Peng (2013), Atmospheric PCDD/F measurement in Taiwan and Southeast Asia during Dongsha Experiment, Atmospheric Environment 78, 195-202, doi:http://dx.doi.org/10.1016/j.atmosenv.2012.05.056
- Lin, N.-H., S.-C. Tsay, J.S. Reid, M.-C. Yen, G.R. Sheu, S.-H. Wang, K.-H. Chi, M.-T. Chuang, C.-F. Ou Yang, J.S. Fu, C.-T. Lee, L.-C. Wang, J.-L. Wang, C.N. Hsu, B.N. Holben, Y.-C. Chu, H.B. Maring, A.X. Nguyen, K. Sopajaree, S.-J. Chen, M.-T. Cheng, B.-J. Tsuang, C.-J. Tsai, C.-M. Peng, C.-T. Chang, K.-S. Lin, Y.-I. Tsai, W.-J. Lee, S.-C. Chang, J.-J. Liu, W.-L. Chiang (2012, Dec). An overview of regional experiments on biomass burning aerosols and related pollutants in Southeast Asia: From BASE-ASIA and Dongsha Experiment to 7-SEAS. ATMOSPHERIC ENVIRONMENT. (SCI).
- Wang, S.-H., S.-C. Tsay, N.-H. Lin, S.-C. Chang, C. Li, E. J. Welton, B. N Holben, C. N Hsu, W. Lau, S. Lolli, C.-C. Kuo, H.-P. Chia, C.-Y. Chiu, C.-C. Lin, S. W. Bell, Q. Ji, R. A. Hansell, G.-R. Sheu, K.-H. Chi, C.-M. Peng (2012). The origin, transport, and vertical distribution of atmospheric pollutants over the northern South China Sea during the 7SEAS/Dongsha Experiment. Atmospheric Environment. (Accepted). (SCI).
- Yen, M.-C., C.-M. Peng , T.-C. Chen, C.-S. Chen , N.-H. Lin , R.-Y. Tzeng , Y.-A. Lee , and C.-C. Lin (2012, Dec). Climate and weather characteristics in association with the active fires in northern Southeast Asia and spring air pollution in Taiwan during 2010 7-SEAS/Dongsha Experiment. ATMOSPHERIC ENVIRONMENT. (SCI). NSC 100-2111-M-008-014
- 彭啓明 曾鴻陽 賴忠瑋 (2011) 防灾事业产业化之发展策略--以台湾气象产业为例,氣象科技進展。
- 彭啓明、賴文基、曾鴻陽、賴忠瑋、謝和修、簡瑋靚、劉啟文、黃威巽、徐文達、林振維（2011）：防災事業化之發展策略，2011臺灣災害管理研討會，台灣大學，台北市，台灣。
- 彭啓明 劉啟文 張闊顯 林能暉 2010: 境外核子事故擴散對台灣影響之探討，前瞻科技與管理, 15-28。
- Lin, N.H., Jao, J.C. and Peng, C.M. (2010). A 15-year Dataset of Mountain Cloud Chemistry Observation in Northern Taiwan. In Proceedings of the 5th International Conference of Fog, Fog Collection and Dew, Münster, Germany, 25–30 July 2010, p. 298
- Wang, S. H., N.-H. Lin, C.-F. OuYang, J.-L. Wang, J. R. Campbel, C.-M. Peng, C.-T. Lee, G.-R. Sheu, and S.-C. Tsay (2010) Impact of Asian dust and continental pollutants on cloud chemistry observed in northern Taiwan during the experimental period of ABC/EAREX 2005, J. Geophys. Res., 115, D00K24, doi:10.1029/2009JD013692. (SCI)
- Chan CC, Chuang KJ, Chen WJ, Chang WT, Lee CT, Peng CM. Increasing cardiopulmonary emergency visits by long-range transported Asian dust storms in Taiwan. Environmental Research. 2008; 106(3): 393-400. [SCI]
- 吳承瀚、彭啓明、林能暉 (2005) 亞洲沙塵暴之大氣傳送模擬，環境保護 28，202-220
- Tsuang B.-J., Lee C.-T., Cheng M.-T., Lin N.-H., Lin Y.-C., Chen C.-L., Peng C.-M. and Kuo P.-H. (2003) Quantification on the source/receptor relationship of primary pollutants and secondary aerosols by a Gaussian plume trajectory model: Part III-Asian dust storm periods. Atmos. Environ. 37, 4007-4017.
- 林能暉、黃景祥、彭啓明、胡翠華、方淑慧、李貞瑩 (2002) 沙塵暴事件之空氣品質統計數值模式之建立與應用，環境保護 25, 117-133.
- 林能暉、彭啓明 (2002) 氣象資訊在空氣品質管理上之應用，空氣品質月刊，17，77-87.
- Lin N.-H. and Peng C.-M. (1999) A semi-quantitative scheme for estimating the contribution of below-cloud scavenging by raindrops based on observations of cloud chemistry at a mountain site in Taipei, Taiwan. Terr. Atmos. Ocean. Sci. 10, 693-704..
- 林能暉、彭啓明、陳進煌 (1998) 東亞硫化物之長程輸送 : 氣流軌跡線之應用, 大氣科學 26, 265-280.

## 外部連結
- 天氣風險管理開發股份有限公司 （页面存档备份，存于）
- 天氣風險 WeatherRisk的Facebook專頁
- 氣象達人彭啟明的Facebook專頁粉絲團
- 氣象達人彭啟明的新浪微博
- YouTube上的天氣風險管理開發股份有限公司頻道
- 台灣公司資料 （页面存档备份，存于）
- 彭博士觀風向 - Yahoo TV （页面存档备份，存于）
- YouTube上的Yahoo TV 彭博士觀風向播放列表

| 中華民國政府職務 | 中華民國政府職務                  | 中華民國政府職務 |
| ---------------- | --------------------------------- | ---------------- |
| 行政院           |                                   |                  |
| 前任： 薛富盛    | 環境部部長 第二任 2024年5月20日－ | 現任             |